# SPORT TV
SPORT TV è una rete televisiva via cavo e satellitare portoghese che trasmette eventi sportivi in Portogallo con cinque canali dedicati, un canale di notizie sportive e due canali in Africa di lingua portoghese. Il primo canale, noto come TV SPORT, è stato lanciato il 16 settembre 1998. È di proprietà di Altice Portugal, NOS, Vodafone Portugal e Global Media Group (e in origine aveva la partecipazione di RTP). È disponibile in quasi tutti gli operatori di distribuzione televisiva in Portogallo come canale di abbonamento pay per view.
Le trasmissioni di SPORT TV riguardano principalmente il calcio, il basket, la pallavolo, il rugby, il surf, il golf, l'atletica, il wrestling e gli sport americani, gli sport da combattimento, le corse automobilistiche e il tennis.
Tutte le partite della Primeira Liga (prima serie del calcio portoghese) sono trasmesse in esclusiva su SPORT TV, ad eccezione delle partite del Benfica che vengono trasmesse dal canale BTV.